# Коллапс (геометрия)
Коллапс — тип последовательности пространств, обычно римановых многообразий, которая существенно меняет локальную структуру (в частности теряет размерность) при переходе к пределу.

## Определение
Существует несколько неэквивалентных определений коллапса.

### Через филинг-радиус
Последовательность замкнутых римановых многообразий колапсирует если их филинг-радиусы стремятся к нулю.

### Через потерю размерности
Предположим последовательность {\displaystyle m}-мерных римановых многообразий {\displaystyle M_{n}} имеет ограниченную снизу кривизну и сходится к Александровскому пространству {\displaystyle A} в смысле Громова — Хаусдорфа. Если при этом рамерность {\displaystyle A} строго меньше {\displaystyle m}, то говорят, что {\displaystyle M_{n}} коллапсирует к {\displaystyle A}.
При этом разница {\displaystyle m-\dim A} называется коразмерностью коллапса.

## Примеры
- Последовательность плоских торов {\displaystyle T_{n}} изометричных произведению окружности длины {\displaystyle {\tfrac {1}{n}}} и единичной окружности коллапсирует к единичной окружности. В данном случае последовательность {\displaystyle T_{n}} сходится к окружности в смысле Громова — Хаусдорфа.

## Свойства
- Предположим последовательность односвязных {\displaystyle m}-мерных римановых многообразий {\displaystyle M_{n}} с секционными кривизнами {\displaystyle |K(M_{n})|\leq 1} коллапсирует с коразмерностью {\displaystyle k}. Тогда {\displaystyle M_{n}} допускает эффективное действие {\displaystyle k}-мерного тора для всех больших {\displaystyle n} с диаметром орбит стремящимся к нулю.